# طلخا
طلخا نام شهر و شهرستانی در استان دقهلیه مصر است.